# Митяй Антін Огійович

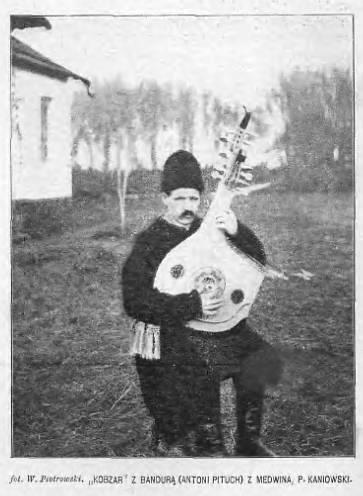
Кобзар А. Митяй (Петюх)1913 р.)

Митяй Антін Огійович (прізвисько — Петюх, Пітюх; інший варіант імені Антон Агейович) (1886–1921)  — бандурист, учасник національно-визвольного руху 1917—1921 років.

## Життєпис
Антін Митяй (по-вуличному Петюх) — учасник революції 1905 року, політичний засланець. Був висланий в Сибір (Томськ) в 1906 за анти-державну пропаганду. Повернувся в Україну в 1912 р.
Народився 1886 р на Канівщині, в м. Медвині Шевченківського краю. Походив з бідної селянської родини, осліп малим хлопцем. Чув раз бандуриста і з того часу мрія його була навчитись грати на бандурі. Зробили йому бандуру коваль і тесля таки в Медвині, довбану з верби. В 1905 р. був у Києві. За те що розповсюджував революційні прокламації був виселений у Вятку. Після відбуття покарення працював на молочній фермі «Я» у Києві. Вивчав гру на бандурі у Гната Хоткевича який в цей час жив в Києві (Приблизно 1912 р).
Серед учнів був Місевич Костянтин Федорович, О. А Маркевич.
Місевич пам'ятає як Митяй приговорював: «Як будете грати на бандурі, то постарайтесь мати кількох учнів, аби передати їм своє знання, щоб не гинули наші козацькі думи. Я маю учнів: Вас і одного учителя з Канівщини. Як умру, Ви передасте другим кобзарське мистецтво, щоб розширялось воно по всій Україні!»
Ентузіяст був із нього великий, знав добре історію України, навіть у мене місцеві учительки годинами читали йому історичні оповідання. Поводиря мав сусіда з Медвина Марушевського, сина козака, — хлопець 18 літ, мав шість класів гімназії. Захопився думами і пішов у світ з Антоном Митяєм.
В 1917 р. виступав у Проскурові на запрошення товариства «Просвіти».
В 1919 р. учився у Івана Кучеренка та Гната Хоткевича.
Бував часто з українським військом, їздив на бронепоїзді «Хортиця», а також з кінною батареєю Полку Чорних Запорожців, якою командував Дмитро Гонта, який також грав на бандурі.
В 1919–1920 рр. Митяй ходив згодом з повстанцями. Очолював Пропагандистський відділ у штабі отамана Цвітковського.
В 1920 році був учасником протибільшовицького повстання в Медвині, у якому пізніше трагічно загинув (розстріляного в 1921 р. більшовиками, за іншою версією застрелився).
_________________________________________________________________________________________________________________________________________
Повстанський отаман Антін Митяй: історія пошуку
Цього року виповнилося 100 років від загибелі медвинського бандуриста, повстанського отамана Антіна Митяя (Петюха). За переказами, він потрапив у засідку більшовицького карального загону на початку осені 1921 року. Довгі роки його доля, як і долі тисяч борців за волю України у часи Української революції була невідома.
Перші спомини про А. Митяя вийшли в еміграційному виданні «Червона Калина» за 1931 рік. Їх автор Кость Місевич (1893—1943) — учень А. Митяя гри на бандурі, бандурний майстер, член Центральної ради. «Десять літ у вересні минає з дня його смерти. Нігде не було згадки про те, що в 1921 році на Канівщині в одній з повстанчих ватаг був кобзар Антін Митяй. Розважав повстанців своїм співом під кобзу, зігрівав думами завзяття… Але обступили ватагу большевицькі відділи ЧК, дехто з повстанців прорвався і зник у чагарах над Дніпром, але сліпий кобзар не зміг цього зробити, і був розстріляний на місці, а бандуру розбили об перший пеньок…»
Кость Місевич продовжив справу свого вчителя в еміграції, разом зі своїм учнем бандуристом Дмитром Гонтою гастролював у Галичині, Польщі, Німеччині. Убитий німцями у 1943 році на Тернопільщині як член УПА. Місевич залишив спогади про А. Митяя: «Струнка, худа постава, чорні, невеличкі, до низу опущені вуса і рухливе, продовгувате обличчя. Грав Митяй на бандурі гарно, особливо виходили в нього добре думи. Хотілося годинами слухати його приємний сумний тенор. Здається, не співав він, а плакав…
В Кам'янці у місяці червні 1919 року знову прийшов до мене Антін. У гарній чорній чумарці, смушкова шапка з червоним верхом, темно-сині шаровари, а за плечима, в полотнянім чехлі, бандура. За поводиря йому хлопець Василько, 12-ти літ, по-козацьки убраний.
–    Навіть коня маю, — хвалився мені.
І дійсно, вже на еміграції оповідав мені сотник Запорізької Січі Дмитро Гонта, що Митяй весь похід відбув з ними в кінноті. Як ставали в степу у байраці на відпочинок, зараз же саджали кобзаря під деревом, а навколо старшини і козаки слухали думи.
Довго не всидів Антін в Кам'янці, обійшов усі полки і Юнацьку школу, співав у Кам'янецькому університеті, й одного дня прийшов до мене попрощатись.
– Їду, — каже, — знову до Січі, козаки тужать за мною!…
Показує цілу купу посвідок, де в якій частині співав.
–            Навіщо це збираєш, Антоне Огійовичу? — запитую.
–            То, бачите, як мене не стане, то, щоб по цих посвідках знали, що і я на щось таки здався, як воювали за Україну!
І дійсно, мав сотки посвідок з 1917 року. Невідомо, де ті посвідки, може зігнили з тілом, а може, і є на Канівщині, куди рвався покійний. Бачилися ми з ним уже востаннє…» (Літопис Червоної Калини. — № 9. — 1931. — С. 11–12).
На той час денікінці захопили Київ і Антін Митяй повернувся до рідного Медвина, тоді Канівського повіту.
Тут він народився 1886 року в бідній селянській родині, осліп малим хлопцем. Почув раз бандуриста й задумав навчитись грати. Мрія здійснилася, мав знатних вчителів. Грав Антін і харківським способом, і полтавсько-чернігівським. У 1905 році в Києві навчався гри у самого Гната Хоткевича. До тої школи додалось ще й заслання за революційну діяльність. З Сибіру до Медвина повернувся 1912 року. Влада не дозволяла грати на бандурі, мусив ховатись від стражників, щоб не побили інструмент. Але прийшов 1917 рік і Антін знову поринув у революційну діяльність. Ось як розповідав про цей час поводир Митяя гімназист Марушевський: «Антін як почув за революцію, та у волость, зволік із стіни царський портрет і всіх порозганяв. А попа Москаля, що постійно доносив на нього в поліцію, таки випровадив з мужиками з містечка. Завзятий він у нас!» (Літопис Червоної Калини. — № 9. — 1931. — С. 11–12).
«Культосвітня праця, починаючи з 1917 року, концентрувалася при товаристві „Просвіта“, де була чимала українська бібліотека, співочий і драматичний гурток та майже щодві-три неділі українські вистави в приміщенні школи, на яких завжди було повно дорослих і молоді. Вища початкова школа, що до революції була русифікаторським осередком, зараз стала справжнім українським „народним університетом“, з добрим штатом вчителів, на чолі з відомим українським діячем М. М. Кисленком. Ці вчителі добре навчали українознавству — української історії, української мови й історії української літератури, української географії, етнографії тощо.
Всі бувші учні цієї школи, а їх було понад сотню, стали справжньою українською сільською інтелігенцією. Серед них було коло 3-х десятків старшин, раніш російської царської, а пізніше української армії» (Іван Дубинець. Горить Медвин. Нью-Йорк, 1952. — С. 7).
Натхненником всіх цих справ, а пізніше й ідейним провідником Медвинського повстання був сліпий бандурист А. Митяй (Петюх). У спогадах медвинців він залишився справедливим провідником. Коли вирішувалося питання про початок загального повстання, Петюх зазначив: «Дивіться, люди, думайте, щоб потім не нарікали, що я вас незрячий завів не туди…».
Оточений з усіх боків Медвин майже місяць боровся проти більшовицьких військ, але сили були нерівні. «…Б'ється селянська воля, умирає на своїх осьмушках та обніжках, але боронить тілами, кров'ю свої оселі…» — так описав останній бій за Медвин (Григорій Косинка. На золотих богів. Київ, 1922).
Медвинські повстанці відійшли в ліси й продовжили боротьбу. «А тим часом повстанці… пішли гулять по степах України. В Бужанці, Іванкові, Тальному, під Уманем й на Бугу бували. Скрізь, де не проходили, — більшовикам жару завдавали. Віддячили, та й розійшлись по всій Україні… Остались тільки могили та слава про їх.» — згадував про ті події сотник Дніпровий, в часи німецької окупації редактор богуславської газети «Вільна Україна» Петро Солуха.
В радянський час місце поховання Антіна Митяя було невідоме, як і тисяч інших героїв, що загинули в боротьбі за Україну, чи померли в еміграції, чи були замордовані в більшовицьких катівнях. У Медвині ходили чутки, що бандуру Митяя повстанці зберегли й передали рідним. В 1970-х її знайшов краєзнавець Нечитайло Кость Семенович й довгий час зберігав у себе вдома. По його смерті Мазуренко Г. М. передала бандуру музею історії Богуславщини, де вона тепер знаходиться в експозиції «Медвинське повстання».
У 2000 р. в центрі с. Медвин було встановлено пам'ятний знак до 80-річчя Медвинського повстання. Тривала пошукова та дослідницька робота в архівах по вивченню історичної правди про визвольний рух 1919—1920 роки. Ще раніше було записане свідчення жителя с. Медвин Харченка М. С., що А. Митяя більшовики вбили на околиці с. Багва біля Пехівського лісу на Черкащині. Архівні джерела підтверджують, що саме в Пехівському лісі в 1920—1921 роках базувались загони повстанців під орудою отамана Дмитра Цвітковського, куди входили й медвинські повстанці. Звенигородський краєзнавець Вадим Мицик із власних джерел підтвердив версію загибелі Митяя під Багвою та обставини його поховання: вночі повстанці перевезли тіло до с. Стара Буда й поховали на сільському цвинтарі.
Так крок за кроком в результаті тривалого пошуку вдалося віднайти та вшанувати могилу одного з визначних борців за волю України козака-бандуриста, повстанського отамана Антіна Митяя. 17 серпня 2013 року за участі громадськості Медвина, Лисянщини та Звенигородщини, представників українського реєстрового козацтва на цвинтарі в с. Стара Буда було відкрито пам'ятний знак А. Митяю.
9 жовтня 2021 р. співробітники відділу культури й туризму Медвинської громади разом із представниками освітньої ініціативи «Медвин. Повстання» та громадськими активістами відвідали могилу А. Митяя та вшанували свого земляка, відзначивши соту річницю його героїчної загибелі.

## Репертуар
Дума «Про Марусю Богуславку», «Буря на Чорному морі», «Про Морозенка», «Про Нечая», «Про Богдана Хмельницкого», «Про смерть козака-бандуриста». Знав безліч народних побутвих пісень.

## Учні
К. Місевич, Д. Ґонта